# Абдуррахманов, Баладжа Ильяс оглу
Баладжа Ильяс оглы Абдуррахманов (азерб. Balaca İlyas oğlu Əbdürrəhmanov; 1922—1977) — советский и азербайджанский учёный-экономист, географ; кандидат географических наук (1958), доцент; старший научный сотрудник отдела «Размещение производительных сил» Института экономики при АН Азербайджанской ССР; основатель и руководитель отдела «Транспортно-экономических связей» Института экономики при АН Азербайджанской ССР (1968 год); доктор экономических наук (1971), профессор. Награждён Медалью «За доблестный труд в Великой Отечественной войне 1941—1945 гг.» (6 июня 1945 года) и знаком «Ударник девятой пятилетки» (29 апреля 1976).

## Биография[1][2][3]
Баладжа Ильяс оглы Абдуррахманов родился в 1922 году в деревне Истибулаг Кельбаджарского района. В 1929 году он пошёл в 7-летнию школу в Чайкенде. В 1941 году занимал ряд ответственных должностей в культурно-просветительской сфере Кельбаджарского района. Сначала работал инспектором, а затем бухгалтером. Б. И. Абдуррахманов Указом Президиума Верховного Совета СССР был награждён медалью «За доблестный труд в Великой Отечественной войне 1941—1945 гг.» (6 июня 1945 года).
В 1946 году он поступил на Геолого-географический факультет Азербайджанского государственного университета имени С. М. Кирова (Бакинский государственный университет) и в 1951 году окончил его с отличием. Тема дипломной работы: «Экономико-географическая характеристика Кельбаджарского района».
В конце 1940-х и первой половине 1950-х годов группа молодых людей, среди которых был и Б. И. Абдуррахманов, из Академии наук Азербайджанской ССР была отправлена в Москву для обучения в аспирантуре. Б. Абдуррахманов в 1954 году поступил в аспирантуру в Московском государственном университете. В 1957 году успешно окончив аспирантуру, был назначен на должность младшего научного сотрудника отдела «Размещение производительных сил» Института экономики при АН Азербайджанской ССР, позже назначен старшим научным сотрудником (1961).
В 1957 году защитил диссертацию на тему «Экономико-географическая характеристика Дашкесанского горнодобывающего района» и получил степень кандидата географических наук (1958). Научным руководителем был П. М. Алампиев — экономико-географ, доктор экономических наук, профессор, заведующий сектором международного разделения труда Института экономики мировой социалистической системы АН СССР. Далее Б. Абдуррахманову было присвоено учёное звание доцента.
В 1968 году он основал и возглавил отдел «Транспортно-экономических связей» при Институте экономики АН Азербайджанской ССР. Б. И. Абдуррахманов выступал на многих общесоюзных конференциях с научными докладами. Около 20 его научных докладов были опубликованы в журналах АН СССР и АН Азербайджанской ССР.
В 1969 году он защитил докторскую диссертацию на тему «Проблема рационализации транспортно-экономических связей и её влияние на повышение эффективности общественного производства в Азербайджанской ССР». Оппонентами выступили доктор экономических наук, профессор А. К. Алескеров; доктор экономических наук, профессор Т. С. Велиев; доктор географических наук, профессор Г. А. Кочарян. В 1971 году получил степень доктора экономических наук. Далее Б. Абдуррахманову было присвоено учёное звание профессора. Докторская диссертация Абдуррахманова получила много положительных отзывов, среди которых высокие оценки доктора экономических наук, профессора Наби Набиева и председателя Совета по планированию республики того времени М. И. Абдуллаева.
Баладжа Абдуррахманов был учёным широкого профиля. Он был одним из известных и ведущих учёных по проблемам рационализации размещения производительных сил и транспортно-экономических связей не только в республике, но и во всём Союзе. Результаты его научно-исследовательских работ многократно использовались со стороны ряда Министерств и организаций. В целом, профессор Абдуррахманов посвятил свою научную деятельность трём научным направлениям — экономическая география, размещение производительных сил и организации транспортно-экономических связей.
Абдуррахманов был высококвалифицированным специалистом, учёным, педагогом. Автором 8 монографий и более 100 научных трудов. Научным руководителем 5 кандидатов наук.
Баладжа Абдуррахманов часто посещал районы и выступал перед публикой с лекциями. Баладжа Абдуррахманов был также поэтом. Большая часть его поэтических трудов утеряна, но среди его трудов, можно отметить книгу, опубликованную 1974 году «Sazımın tellərində pıçıldaşan nəğmələr» («Песни, шепчущиеся в струнах моего саза»). Предисловие к книге написал профессор М. М. Аллахвердиев.
Баладжа Ильяс оглу Абдуррахманов скончался в 1977 году в Баку, в возрасте 55 лет. За свою жизнь он утвердился не только как учёный, но и как человек доброй и щедрой души. Захоронен в Кельбаджаре. В Кельбаджаре в честь него были названы улица и школа.

### Семья
Супруга — Наргиз Мирза-Мухаммед гызы Абдуррахманова (25.07.1930-1985), учёный-химик.
Два сына:
- Рауф Баладжа оглу Абдурахманов (28.04.1958-1994)
- Фаик Баладжа оглу Абдурахман-заде (16.04.1960-2020)

## Деятельность[1][2]

### Научная деятельность
- В 1951 году окончил Геолого-географический факультет Азербайджанского государственного университета имени С. М. Кирова (Бакинский государственный университет) с отличием. Тема дипломной работы: «Экономико-географическая характеристика Кельбаджарского района».
- В 1954 году поступил в аспирантуру в Московском государственном университете.
- В 1957 году успешно окончил аспирантуру.[4][5]
- В 1957 году был назначен на должность младшего научного сотрудника отдела «Размещение производительных сил» Института экономики при АН Азербайджанской ССР.
- В 1957 году выступил с докладом на научной сессии, посвященной итогам научно-исследовательской деятельности Академии наук Азербайджанской ССР в области общественных наук за 1956 год. Отдел Экономики, второе собрание. Тема-«Размещение производства в группе районов Кедабек-Шаумян»
- В 1957 году защитил диссертацию на тему «Экономико-географическая характеристика Дашкесанского горнодобывающего района».
- В 1958 году получил степень кандидата географических наук.
- Далее Б.Абдуррахманову было присвоено учёное звание доцента.
- 9 июня 1959 года выступил с докладом на объединённой научной сессии Академии сельскохозяйственных наук Академии наук Азербайджанской ССР, посвящённой развитию народного хозяйства, науки и культуры Кировабадского района в свете решений XXI съезда КПСС. Третья часть, 3. «Перспективы развития сельского хозяйства в горных районах Кировабад-Газахской зоны»
- В 1961 году был назначен на должность старшего научного сотрудника отдела «Размещение производительных сил» при АН Азербайджанской ССР Института экономики.
- В 1961 году выступил с докладом на научной сессии, посвященной вопросам размещения и перспективам развития отраслей пищевой промышленности в Азербайджане. Институт экономики Академии наук Азербайджанской ССР «Развитие и размещение мясо-молочной промышленности Азербайджана в перспективе»
- 3 июня 1966 года выступил с докладом на научной сессии Института экономики и права Академии наук Грузинской ССР от Института экономики Академии наук Азербайджанской ССР. «Некоторые методологические вопросы рационализации межрайонных связей Азербайджанской ССР».
- В 1968 году основал и возглавил отдел «Транспортно-экономических связей» Института экономики при АН Азербайджанской ССР.
- 1968 год был оппонентом Д. Р. Аббасова наряду с доктором географических наук, профессором Г. А. Кочаряном.
- 1969 год был научным руководителем Э. М. Садыхова наряду с В. М. Фоминым.
- В 1969 году защитил докторскую диссертацию на тему «Проблемы рационализации транспортно-экономических связей и их влияние на повышение эффективности общественного производства в Азербайджанской ССР».[6] Оппоненты: доктор экономических наук, профессор А. К. Алескеров; доктор экономических наук, профессор Т. С. Велиев; доктор географических наук, профессор Г. А. Кочарян
- В 1971 году получил степень доктора экономических наук.
- Далее Б. Абдуррахманову было присвоено учёное звание профессора.
- 11-12 февраля 1971 года выступил с докладом на юбилейной научной конференции «Совершенствование перспективного планирования развитие народного хозяйства Азербайджанской ССР», посвящённой 50-летию Госплана СССР и плановых органов страны при Госплане АзССР Научно-исследовательского Института экономики и Института экономики АН Азербайджанской ССР. К. Б. Тагиев, Р. В. Мамедов НИИ экономики при Госплане АзССР и Б. И. Абдурахманов Институт экономики АН Азербайджанской ССР, тема — «Современное состояние и перспективы развития транспорта Азербайджанской ССР».
- 1971 год был оппонентом Д. М. Алиева наряду с кандидатом экономических наук А. С. Джафаровым.
- 1971 год был оппонентом наряду с кандидатом экономических наук И. Ш. Караевым
- 1971 год был научным руководителем С. И. Иманова.
- 1972 год был оппонентом Г. Б. Агаева наряду с кандидатом географических наук С. Р. Карамоллаевым.
- 1972 год был оппонентом М. Ю. Кулиева наряду с кандидатом географических наук Н. А. Набиевым и кандидатом экономических наук Н. Ш. Зейналовым.
- В 1974 году выступил с докладом (50-летие создания города Лачин) на научно-производственной конференции, посвящённой Проблемам развития комплекса общественного производства и рационального использования трудовых ресурсов в Лачинском районе наряду с аспирантом Института экономики К. Гасановым. Тема — «Некоторые вопросы, связанные с привлечением производственного оборота к природным ресурсам Лачинского района»

## Награды
- Медаль «За доблестный труд в Великой Отечественной войне 1941—1945 гг.» (6 июня 1945 года);
- Знак «Ударник девятой пятилетки» (29 апреля 1976).

## Избранные научные труды

### Книги[9]
- Ət-süd məhsulları istehsalının artırılması ehtiyatları [Mətn] /B. İ. Əbdürrəhmanov; [red. Q. Fərəcov].Əbdürrəhmanov, Balaca Elyas oğlu. Bakı: Azərnəşr, 1962.
- Kommunizm quruculuğunda sənayenin səmərəli yerləşdirilməsi [Mətn] /A. A. Nadirov, B. E. Əbdürrəhmanov; red. E. Q. Mehrəliyev; Azərbaycan SSR Elmlər Akademiyasını, İqtisadiyyat İnstitutu Bakı: AzSSR EA, 1962.
- Транспорт и его влияние на развитие и размещение производства Азербайджанской ССР /Б. Э. Абдурахманов. Баку: Издательство АН Азербайджанской ССР 1966.
- İctimai istehsalın səmərəliliyinin yüksəldilməsi [Mətn] /A. A. Nadirov, B. Əbdürrəhmanov; [red. Q. İsmayılov]. Bakı: Azərnəşr, 1967.
- Проблемы рационализации транспортно-экономических связей и их влияние на повышение эффективности общественного производства в Азербайджанской ССР//Б. Э. Абдурахманов. Баку: Издательство АН Азербайджанской ССР 1969, с. 98.[6]
- Пути рационализации перевозок грузов в Азербайджанской ССР /Б. Абдурахманов. Баку: Издательство «ЭЛМ», 1971.
- Azərbaycan SSR-də rayonlararası iqtisadi əlaqələrin səmərələşdirilməsi perspektivləri [Mətn] /B. E. Əbdürrəhmanov; Azərbaycan SSR Elmlər Akademiyasını, İqtisadiyyat İnstitutu; red. A. A. Nadirov. Bakı: Elm, 1972.
- Sənaye istehsalının ərazi üzrə təşkilinin təkmilləşdirilməsi problemləri [Mətn] /A. A. Nadirov, B. E. Əbdürrəhmanov, N. Nəbiyev; red. Ş. M. Muradov; Azərbaycan SSR Elmlər Akademiyasını, İqtisadiyyat İnstitutu Bakı: Elm, 1977.

### Научные статьи
- Абдурахманов Б. Краткая экономико-географическая характеристика Дашкесанского горнодобывающего района //Экономика. Баку, Издательство АН Азербайджанской ССР, 1957, № 5.
- Əbdürrəhmanov B. Daşkəsən dağ-mədən rayonunun qısa iqtisadi-coğrafi səciyyəsi // Azərbaycan SSR Elmlər Akademiyasının xəbərləri. Bakı, Azərbaycan SSR Elmlər Akademiyasının Nəşriyyatı, 1957, № 5.
- Əbdürrəhmanov B. Azərbaycanın dağ-mədən və metallurqiya sənayesi // İqtisadiyyat İnstitutunun əsərləri. Bakı, 1960, s. 47.
- Əbdürrəhmanov B. Azərbaycan SSR-də nəqliyyat-iqtisadi əlaqlərin quruluşunun təkmilləşdirilməsi yolları haqqında // Azərbaycan SSR Elmlər Akademiyasının xəbərləri. Bakı, Azərbaycan SSR Elmlər Akademiyasının Nəşriyyatı, 1966, № 1.
- Абдурахманов Б. А. Развитие и размещение железнодорожного транспорта в Азербайджанской ССР //Труды Азербайджанского географического общества. Том III. Баку, Издательство АН Азербайджанской ССР, 1966, с. 183.
- Абдурахманов Б. О путях совершенствования структуры транспортно-экономических отношений в Азербайджанской ССР //Экономика. Баку, Издательство АН Азербайджанской ССР, 1966, № 1, с. 46-55.
- Абдуррахманов Б Перспектива и резервы мясной промышленности Азербайджана //Мясная индустрия ССР, 1966, № 1. с. 23.
- Абдурахманов Б. Развитие транспорта в Азербайджане за годы Советской власти //Экономика. Баку, Издательство АН Азербайджанской ССР, 1967, № 3-4, с. 33.
- Əbdürəhmanov B. Sovet hakimiyyəti illərində Azərbaycanda nəqliyyatın inkişafı // Azərbaycan SSR Elmlər Akademiyasının xəbərləri. Bakı, Azərbaycan SSR Elmlər Akademiyasının Nəşriyyatı, 1967, № 3-4.
- Абдурахманов Б., Гусейнов Г. Определение рациональной дальности применения смешанных железнодорожных-автомобильных и прямых автомобильных перевозок грузов в условиях Азербайджанской ССР //Экономика. Баку, Издательство АН Азербайджанской ССР, 1968, № 1, с. 51-56.
- Абдурахманов Б., Керимова Т., Гасанов Л. О развитии в городе Евлахе предприятий по первичной обработке сельскохозяйственных продуктов //Экономика. Баку, Издательство АН Азербайджанской ССР, 1970, № 2-3, с. 55-65.
- Əbdürəhmanov B., Kərimova T., Həsənov L. Yevlax şəhərində kənd təsərrüfatı məhsullarının ilkin emalı müəssələrinin inkişafı haqqında // Azərbaycan SSR Elmlər Akademiyasının xəbərləri. Bakı, Azərbaycan SSR Elmlər Akademiyasının Nəşriyyatı, 1970, № 2-3, s. 55.
- Абдурахманов Б. К вопросу усовершенствования транспортно-экономических связей в республике //Экономика. Баку, Издательство АН Азербайджанской ССР, 1971, № 3, с. 49-57.
- Абдурахманов Б., Ибрагимова Х. Пути усовершенствования межрайонных транспортно-экономических связей Азербайджана по продукции текстильной промышленности //Экономика. Баку, Издательство АН Азербайджанской ССР, 1971, № 4, с. 44-57.
- Абдурахманов Б., Рустамов М. Пищевая промышленность Азербайджана в новой пятилетке //Агитатор. Баку, 1972. с. 16-19.
- Абдурахманов Б. О значении экономико-географического положения в формировании и развитии транспортно-экономических связей Закавказья //Экономика. Баку, Издательство АН Азербайджанской ССР, 1973, № 4, с. 42-47.
- Абдурахманов Б. О значении экономико-географического положения в формировании и развитии транспортно-экономических связей Закавказья //Известия АН Азербайджанской ССР. Баку, Издательство АН Азербайджанской ССР, 1973, № 4, с. 42-47.
- Абдуррахманов Б., Сафиев С. Территориально-производственный комплекс и его роль в формировании межрайонных транспортно-экономических связей (на примере Кировабад-Газахского района) //Экономика. Баку, Издательство АН Азербайджанской ССР, 1975, № 1, с. 33-39.
- Əbdürrəhmanov B., Səfiyev S. Ərazi-istehsal kompleksi və onun rayonlararası nəqliyyat-iqtisadi əlaqələrin formalaşmasında rolu (Kirovabad-Qazax iqtisadi rayonunun timsalında) // Azərbaycan SSR Elmlər Akademiyasının xəbərləri. Bakı, Azərbaycan SSR Elmlər Akademiyasının Nəşriyyatı, 1975, № 1, s. 33-39.
- Абдурахманов Б., Шейдаев Р. Перспективы развития и размещения электротехнической промышленности республики //Экономика. Баку, Издательство АН Азербайджанской ССР, 1975, № 3.
- Абдурахманов Б., Шейдаев Р. Перспективы развития и размещения электротехнической промышленности республики //Известия АН Азербайджанской ССР. Баку, Издательство АН Азербайджанской ССР, 1975 № 3.
- Абдуррахманов Б., Рустамов М. Аграрно-промышленный комплекс в Азербайджане //Агитатор. Баку, 1975. № 3, с. 16-20.

### Научно-популярные статьи
- Абдурахманов Б., Алырзаев М. Искоренить безответственное отношение к курортному хозяйству // Azərbaycan Kommunisti. Баку, 1974, с. 73-82.
- Hüseynov H., Nadirov A., Əbdürrəhmanov B. SSRİ xalqlarının qardaşlıq ailəsində // Azərbaycan Kommunisti. Bakı, 1976, s. 53-58.
- Абдурахманов Б. Монография о женском труде // Azərbaycan Kommunisti. Баку, 1976, с. 91-94.